# Estany del Port de Caldes
L'Estany del Port de Caldes és un llac que es troba en el terme municipal de la Vall de Boí, a la comarca de l'Alta Ribagorça, i dins del Parc Nacional d'Aigüestortes i Estany de Sant Maurici.
El llac, d'origen glacial, està situat a 2.412 metres d'altitud, a la Capçalera de Caldes. Drena cap a l'Estany de Mangades (SO).
Cal remarcar al seu voltant: l'Estany de Monges (O), les Agulhes deth Pòrt (N), el Tuc de Ribereta (E), el Tuc deth Cap deth Pòrt de Caldes (E), el Port de Caldes (E) i el Tuc deth Pòrt de Caldes (SE) i l'Estany de Mangades (SO).

## Rutes[2]
- La ruta més habitual és el camí que sortint del Refugi Joan Ventosa i Calvell que, passant entre els estanys de Travessani i Clot, porta a l'Estany de Mangades.
- El punt mitjà del tram del GR 11.18, que coincidint amb el tram de l'etapa de la travessa Carros de Foc que uneix els refugis de la Restanca i de Colomèrs: passa a tocar del desguas del estany.